# Teatro de Cristóbal Colón
El Teatro de Cristóbal Colón de Bogotá es el teatro nacional de Colombia. Su estilo es neoclásico y su fachada es de orden dórico toscano, en piedra tallada, con tres partes separadas entre sí por dos cornisas también de piedra. Fue construido por el arquitecto Pietro Cantini, quien por entonces trabajaba en la construcción del Capitolio Nacional y el 5 de octubre de 1885 fue colocada la primera piedra en el mismo lugar donde antiguamente funcionaron el Coliseo Ramírez y el Teatro Maldonado.
La ornamentación y la decoración de la construcción estuvieron a cargo del arquitecto suizo Luigi Ramelli. Fue bautizado en honor de Cristóbal Colón, e inaugurado el 12 de octubre de 1892 para conmemorar el cuarto centenario del descubrimiento de América. Tiene un aforo de unos 900 espectadores. 
El Teatro Colón fue declarado Monumento Nacional por el decreto 1584 del 11 de agosto de 1975 y quedó como la séptima maravilla de Colombia en una votación realizada por el diario El Tiempo entre sus lectores a nivel nacional en 2007 para elegir las 7 Maravillas de Colombia.
En este lugar se firmó el 24 de noviembre de 2016 el acuerdo de paz modificado entre el gobierno colombiano y las Fuerzas Armadas Revolucionarias de Colombia - Ejército del Pueblo (FARC-EP).

## Sala Principal

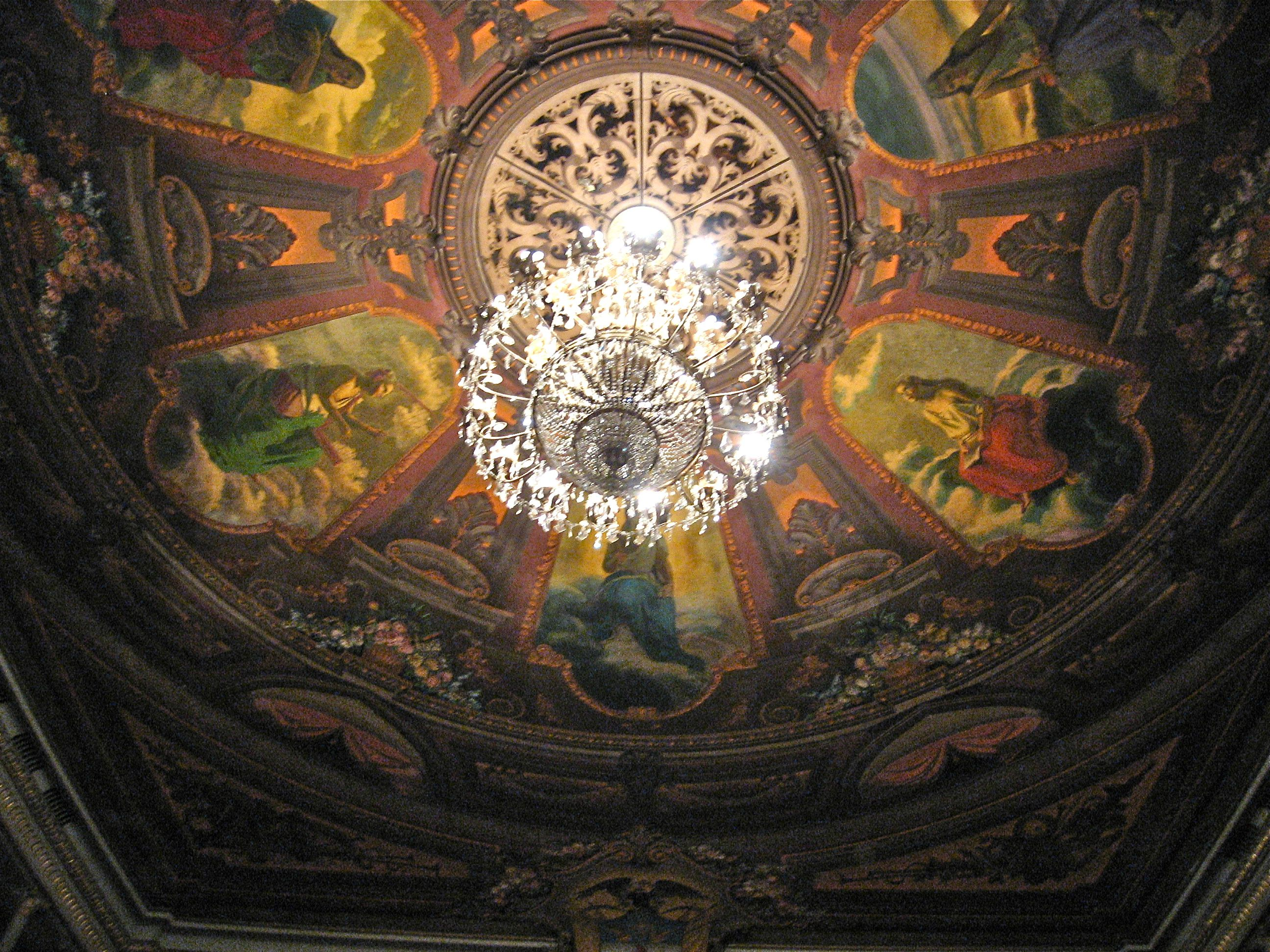
Fresco de las nueve Musas, sobre el techo la sala principal

La sala principal del Teatro Colón fue inaugurada el 12 de octubre de 1892. Por ella han desfilado grandes artistas y se han llevado a cabo presentaciones nacionales e internacionales de gran nivel artístico. Aforo de 785 sillas.

## Sala Foyer

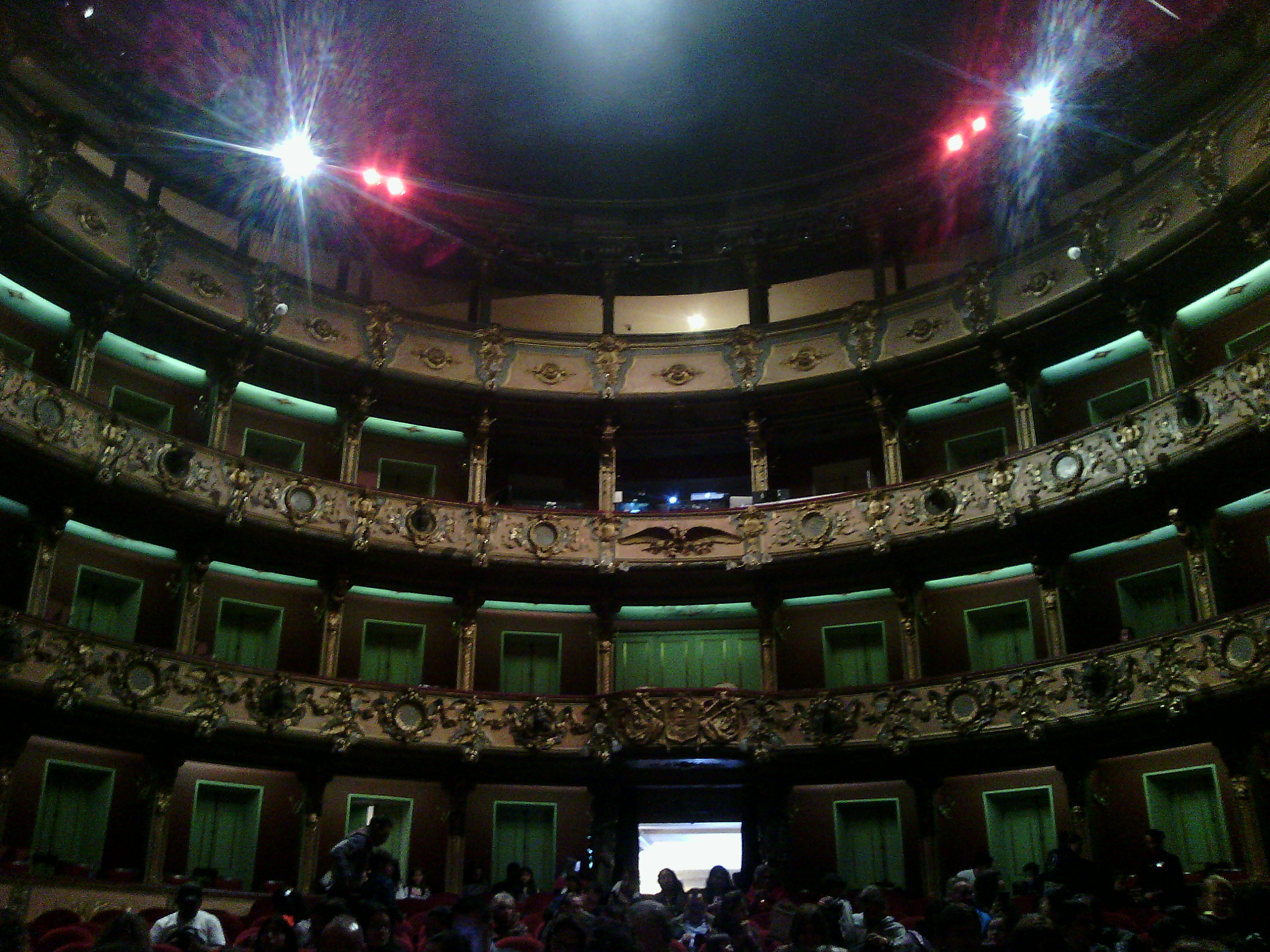
Palcos del Teatro Colón

La sala Foyer está ubicada en el segundo nivel del Teatro de Cristóbal Colón. En esta sala, se destaca la ornamentación arquitectónica de las pilastras, puertas y ventanas y las pinturas al fresco del plafond. En ella se llevan a cabo conciertos de música con pequeñas orquestas, grupos de cámara y recitales. Con capacidad de 120 personas.

## Sala Víctor Mallarino
Este espacio escénico tiene una especial significación para el surgimiento del teatro moderno en Colombia. En sus tablas, Bernardo Romero Lozano impulsó la creación de la Escuela Nacional de Arte Dramático. Entre los profesores españoles invitados de aquella época, se encontraba don Víctor Mallarino, destacado recitador y actor quien puso su alma en la conformación de la ENAD, de donde surgieron los primeros actores formados en Colombia, muchos de los cuales han construido la historia del teatro nacional.

### Telón de Gatti
La elaboración del Telón de Boca se encontraba contemplada en el contrato firmado entre el gobierno y Antonio Faccini. Este fue destinado para cubrir el escenario en las grandes funciones inaugurales o en actos especiales antes de la iniciación del programa; por tal motivo siempre se pensó que debía ser una gran obra de arte.
El telón fue encargado al artista florentino Anibal Gatti quién precisamente en Florencia decide hacer la obra que tiene 8.75 metros de alto por 11.35 de ancho, en 1890 la obra fue culminada; oficialmente el telón se colgó en el teatro colón el 22 de febrero de 1891.
En cuanto a la representación que debía llevar el telón, el presidente Núñez se inclinó porque se representara personajes de la opera, así se lo ordenó a sus comisionados Alejandro Posada, Roberto Suárez, Pietro Cantini y Antonio Faccini. Sin embargo Gatti decidió plasmar la curiosidad que sentiría la gente de un pueblo ante la construcción de un teatro en esa época y las representaciones líricas. A partir de las informaciones suministradas por los comisionados, plasmo tres grupos de campesinos vestidos de ruana y sombrero los hombres y las mujeres con camisa blanca y falda larga. Los campesinos se muestran curiosos y comparten escenario con 36 personajes protagónicos de las diferentes operas, entre los cuales se destacan: Romeo y Julieta de Gounod, Otelo de Verdi, El Barbero de Sevilla de Rossini, Don Juan de Mozart, Ruy Blas de Marchetti, entre otros.
El primer grupo de campesinos fue colocado a la derecha y muestra cinco individuos prestando atención a la explicación de una mujer sobre unos planos (aparentemente esta sería la fachada del teatro), lo realmente curioso aquí es que la mujer que se encuentra haciendo la explicación es una campesina, no es una persona de la elite sino un personaje de la misma clase social. Un segundo grupo ubicado en todo el centro de la obra, detrás de los músicos y hacia la izquierda otro grupo observando los diferentes personajes líricos que tiene ropas y joyas realmente impactantes.
Podría tomarse la idea de Gatti de integrar personajes campesinos como esa necesidad de integrar dos mundos, uno más desarrollado que el otro. Es la forma de representar la manera como se percibe la civilización vs lo bárbaro.
Núñez por su parte al ver el boceto mostró su desacuerdo, dirigió una carta a los comisionados pidiéndoles que las figuras de los campesinos fueran cambiadas por otras más decorativas. En un reportaje hecho por El Espectador a Cantini el arquitecto señala:
«Tributo homenaje de gratitud a Aniballe Gatti. Fue mi amigo de la infancia. Lo conocí en Florencia. Cuando se necesitó el telón fui a Florencia y lo encargué a su talento. Primitivamente el telón tenía unas figuras de indios que luego fueron cambiadas por otras más decorativas.
Yo era partidario de que las hubieran dejado, pero no fueron muchas las opiniones al respecto. Las ruanas y los sombreros de los indios eran originales, poco decorativas, pero reales y, especialmente, muy naturales». Finalmente Gatti pintó el telón con los lineamientos exigidos. Los campesinos que había pintado a la derecha fueron remplazados por un grupo de baile, los del centro y de la izquierda también fueron retirados y remplazados por musas de la poesía y la música. Al fondo se ubicó una orquesta con instrumentos antiguos.

## Centro de documentación José Celestino Mutis
El teatro cuenta con un centro de documentación abierto al público, que cuenta con 15000 textos y referencias sobre el museo y sus intervenciones a través del tiempo. Allí se encuentra la oficina de Planeación y Restauración del Ministerio de las Culturas, las Artes y los Saberes. Con una capacidad para 120 personas.